# Vega de Tirados
Vega de Tirados ist eine kleine westspanische Gemeinde (municipio) in der Provinz Salamanca in der Autonomen Gemeinschaft Kastilien-León. 2024 hatte die Gemeinde 149 Einwohner. Neben dem Hauptort Vega gehören die Ortschaften El Carmen, La Cabra, Las Cuestas und Tirados de la Vega sowie den Wüstungen Baños de Ledesma und Carrascalino.

## Geographie
Vega de Tirados befindet sich etwa 26 Kilometer westnordwestlich vom Stadtzentrum der Provinzhauptstadt Salamanca in einer Höhe von 790 m. Der Río Tormes begrenzt die Gemeinde im Norden.

## Bevölkerungsentwicklung
| Jahr      | 1900 | 1920 | 1950 | 1970 | 1981 | 1991 | 2001 | 2011 | 2021 |
| Einwohner | 398  | 392  | 500  | 323  | 271  | 254  | 212  | 200  | 159  |

## Sehenswürdigkeiten
- Kirche Mariä Himmelfahrt (Iglesia de Nuestra Señora de la Asunción)
- Ruine der Michaeliskirche (Iglesia de San Miguel Arcángel) in Tirados de la Vega

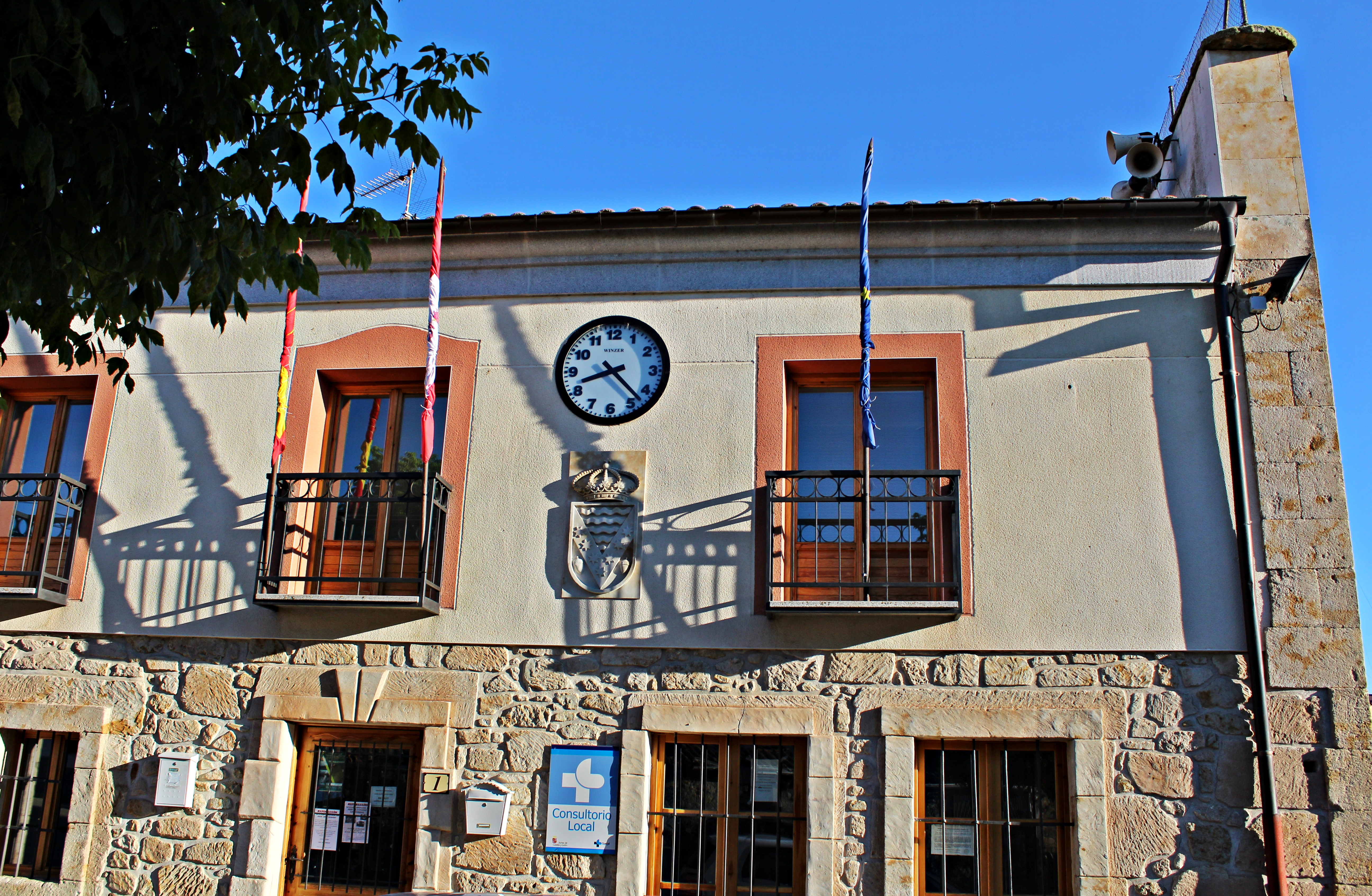
Rathaus